# Стресор
Стресор је било који спољашњи или унутрашњи догађај који од организма захтева појачани напор и нови начин прилагођавања измењеним условима. По својој природи, стресор може бити физички, психички или социјални.